# Prostoma puteale
Prostoma puteale is een snoerwormensoort. De wetenschappelijke naam van de soort is voor het eerst geldig gepubliceerd in 1828 door Dugès.